# باری سندرز (زبان‌شناس)
باری سندرز (انگلیسی: Barry Sanders؛ زادهٔ ۲۷ اکتبر ۱۹۳۸) زبان‌شناس، و استاد دانشگاه اهل ایالات متحده آمریکا است.
وی همچنین برندهٔ جوایزی همچون برنامه فولبرایت شده‌است.